# یواس‌اس کول (دی‌دی-۱۵۵)
یواس‌اس کول (دی‌دی-۱۵۵) (به انگلیسی: USS Cole (DD-155)) یک کشتی بودY4 ft 5 in (95.83 m) بود. این کشتی در سال ۱۹۱۹ ساخته شد.